# Alfaro (gemeente)
Alfaro is een gemeente in de Spaanse provincie en regio La Rioja met een oppervlakte van 194,12 km². Alfaro telt 9.553 inwoners (1 januari 2016).

## Demografische ontwikkeling
Bron: INE; 1857-2011: volkstellingen

## Geboren in Alfaro
- Ezequiel Moreno y Díaz (10 april 1848), missionaris
- Javier Pascual Llorente (30 maart 1971), wielrenner